# Koza kaspijska
Koza kaspijska, kózka kaspijska (Sabanejewia caspia) – gatunek słodkowodnej ryby karpiokształtnej z rodziny piskorzowatych (Cobitidae).

## Występowanie
Morze Kaspijskie oraz zachodnia i północna część jego zlewiska.

## Opis
Osiąga 6,5 cm długości. Ciemne pasy na bokach, u nasady ogona duża, czarna plama.